# トゥモローランド
- ディズニーパーク > トゥモローランド
  - ディズニーランド・リゾート > ディズニーランド > トゥモローランド
  - ウォルト・ディズニー・ワールド・リゾート > マジック・キングダム > トゥモローランド
  - 東京ディズニーリゾート > 東京ディズニーランド > トゥモローランド
  - 香港ディズニーランド・リゾート > 香港ディズニーランド > トゥモローランド
  - 上海ディズニーリゾート > 上海ディズニーランド > トゥモローランド

トゥモローランド (Tomorrowland、略称：TL、T/L) とは、世界のディズニーパークにあるテーマランドの一つである。

## トゥモローランドがあるパーク
- ディズニーランド（ディズニーランド・リゾート）
- マジック・キングダム（ウォルト・ディズニー・ワールド・リゾート）
- 東京ディズニーランド（東京ディズニーリゾート）
- 香港ディズニーランド（香港ディズニーランド・リゾート）
- 上海ディズニーランド（上海ディズニーリゾート）

なお、ディズニーランド・パーク（ディズニーランド・パリ）にはトゥモローランドの代わりにディスカバリーランド (Discoveryland) がある。

## 概要
初期のトゥモローランドは、カリフォルニアのディズニーランドが開園した当時、人々に未来性を感じさせた宇宙開発技術や自動車技術などを中心に扱ったエリアであった。「未来」という時代と共に変化するテーマの特殊性故、時代の経過とともに幾度かにわたって改装が行われて来た歴史がある。トゥモローランドはディズニーランドの中でも最も改装が多く行われており、未来というテーマを扱うことがいかに困難であるかがうかがい知れる。

### 「新しいトゥモローランド」プロジェクト
1967年にカリフォルニアのディズニーランドで行われた「新しいトゥモローランド (New Tomorrowland)」プロジェクトにて、トゥモローランドが初めて大改装された。
その後、1971年に開園したウォルト・ディズニー・ワールド・リゾート内にある「マジックキングダム」のトゥモローランドは、建築様式やデザインなど多くの要素で「新しいトゥモローランド」プロジェクトをベースにしている。1983年に開園した東京ディズニーランドのトゥモローランドは、いくつかの施設を除きほとんどの要素がフロリダ（マジックキングダム）の古いままのものを複製したものである。ただしスペースマウンテンはフロリダに初めて作られたオリジナルの物ではなく、その後カリフォルニア（ディズニーランド）に建設されたものを基にした。
なお、1998年にはカリフォルニアのディズニーランドにて、2度目の「新しいトゥモローランド (New Tomorrowland)」プロジェクトが実施されている。

## 各施設の紹介

### ディズニーランド
1998年、カリフォルニアのディズニーランドでは二回目の「新しいトゥモローランド」プロジェクトともいえるリニューアルが行われた。具体的には新アトラクション「アストロオービター」が導入され、ディスカバリーランドテイストの基調色が導入された。しかしながら、ジュール・ベルヌやH.G・ウェルズといった両著者のSF小説をテーマにしたものは導入されず、より新しい40年代から50年代のハリウッドを中心としたSF映画がテーマとなった。このリニューアルは低予算だった為、閉鎖したアトラクションの方が新設したアトラクションを上回るという事態を引き起こし、当エリアから客足を遠のけてしまった。そのため、2005年にオープンした新アトラクション「バズ・ライトイヤー・アストロブラスター」の導入をきっかけに見直しが行われ、閉鎖したまま放置されていた「サブマリン・ヴォヤッジ」を「ファインディング・ニモ」をテーマにして再オープンさせるなどの投資が行われた。これに伴い、基調色にメタリックブルーとシルバー、それに加え旧トゥモローランドで多用されていた白を使うなどの改装が序々に行われている。
アトラクション
- アストロ・オービター
- オートピア
- バズ・ライトイヤーのアストロブラスター
- ディズニーランド・モノレール
- ディズニーランド鉄道：トゥモローランド駅
- ファインディング・ニモ・サブマリン・ヴォヤッジ
- スペース・マウンテン
- スター・ウォーズ・ローンチ・ベイ
- スター・ツアーズ:ザ・アドベンチャーズ・コンティニュー

ショップ
- オートピア・ウィナー・サークル
- リトル・グリーンメン・ストア・コマンド
- スター・トレーダー
- トゥモローランディング

レストラン
- レッド・ロケット・ピザポート
- スピリット・オブ・リフレッシュメント
- トゥモローランド・テラス

エンターテイメント
- ジェダイ・トレーニング:トライアル・オブ・ザ・テンプル

### マジック・キングダム
1994年に初めてのリニューアルがエリア全体で行われたが、ディスカバリーランドのような古典SF小説調ではなく、白や青を基調色とした既存のデザインを残しつつハリウッド映画調の未来を模したものであり、キーカラーに銀色が加えられた。
リニューアルに伴い、オリジナルのアトラクションとして「エイリアンとの遭遇（邦題）」が導入された。これは、既存の「ミッショントゥマース」の内部、及びシステムをほぼそのまま流用した低予算の改装だったが、立体音響システムやハリウッド映画で馴染みのあるエイリアンという新しいテーマで若年層の開拓を狙った。しかし、ディズニーらしからぬ内容かつ過激な構成で、大事な「ファミリー・エンターテイメント」の精神に反するといった意見からアトラクションはクローズした。
その後、エイリアン役は人気キャラクター、スティッチへと交代し「スティッチのグレート・エスケープ！」にリニューアルされた。
アトラクション
- アストロ・オービター
- バズ・ライトイヤーのスペースレンジャースピン
- スペース・マウンテン
- スティッチのグレート・エスケープ！
- トゥモローランド・スピードウェイ
- トゥモローランド・トランジット・オーソリティ
- カルーセル・オブ・プログレス
- モンスターズ・インク・ラフフロアー
- トロン・ライトサイクル・ラン

ショップ
- バズのスター・コマンド
- マーチャント・オブ・ヴィーナス
- ミッキーのスタートレーダー
- スペース・マウンテン・ショップ

レストラン
- アンティ・グラビティ・ギャラクチック・グーディーズ
- クール・シップ
- コズミック・レイ・スターライト・カフェ
- ランチング・パッド
- トゥモローランド・テラス・カフェ

エンターテイメント
- Mr. インクレディブル・ダンス・パーティー

### 東京ディズニーランド
外装の塗り替えや一部施設のリニューアルが断続的に行われ、様々な時代の未来要素が混在するものとなっているが、総合的に見れば1971年のフロリダの古いスタイルを残している。
1989年に登場した「スターツアーズ」と同時にオープンした飲食・物販の複合施設「アストロゾーン」は、それまでの比較的シンプルなトゥモローランドとは異なったSF調のデザインである。アストロゾーンではメタリックカラーを使用する等新しい要素が見受けられ、二階部分に飲食施設を設置する等、多重構造を積極的に利用している。しかし、このデザインはトゥモローランド全体に広がる事はなかった為、このゾーンだけは他のゾーンとデザインが異なっている。なお、同施設はワールドバザールに非常に近い位置にあるため、極端なテーマのコントラスト変化を避けるために一つのスタイルでは統一されてはおらず、デザインが混在した複合体になっている。
他のゾーンではフロリダの改装に見られるメタリックな要素をごく一部に取り入れたり、パリのビジョナリアムを同じスタイルで導入した（既にクローズ）。近年、ピクサー関連のアトラクションを開設する等、各パークの全く違う様式を部分的に取り入れられ、更にスタイルの混在が加速している。
前述したように、世界中のトゥモローランドのテーマや時代背景が混在しているが、一つの方向性が見えてきている点も注目できる。それは、トゥモローランドとエプコットとの融合である。ウォルト・ディズニー・ワールド・リゾート内にあるテーマパーク「エプコット」は、実験未来都市をテーマとしており、本田技研工業が開発したアシモが園内を歩くなど、最新技術に触れ合えるパークである。
元々、東京版のトゥモローランドは最新技術の展示エリアを重点とした経緯があった。例えば、開園当初から存在する立体映像を体験できるアトラクションは、1985年に開催されたつくば科学万博で披露されたものと同等の技術を用いたものであり、他にはサークルビジョンを導入するなど当時の最先端技術を結集した大変珍しいアトラクションであった。また、現在は閉鎖しているミート・ザ・ワールドは、素晴らしい未来を想像するには過去の歴史を知り、郷土を愛し、その上で未来を想像するという教育的なテーマを持つアトラクションであった。ミート・ザ・ワールドはエプコットのワールドショーケースにあっても不思議ではないほどテーマが合致したアトラクション（実際に、当初はワールドショーケースの「日本館」に設置するために開発されており、TDL開園のため変更になった）であり、開園当時からエプコットとの融合が僅かながら進んでいたことがうかがい知れる。
近年ではディズニー・ピクサー映画等をテーマにしたアトラクションが多く導入されている。その中の2009年4月15日にオープンした、ディズニー・ピクサー映画モンスターズ・インクをテーマとした『モンスターズ・インク“ライド&ゴーシーク!”』は、ディズニー・カリフォルニア・アドベンチャーにある同内容のものとは全くといっていいほど違ったアトラクションになっている。オリエンタルランドは、同施設へ100億円を投入してウォルト・ディズニー・イマジニアリングと共に技術開発を行ったが、この額はカリフォルニア版の約3倍である。
アトラクション

- スティッチ・エンカウンター
- スター・ツアーズ:ザ・アドベンチャーズ・コンティニュー
- ショーベース
- モンスターズ・インク“ライド&ゴーシーク!”
- ベイマックスのハッピーライド

終了したアトラクション
- アメリカン・ジャーニー サークルビジョン360°
- エターナル・シー
- ミクロアドベンチャー!
- ビジョナリアム
- バズ・ライトイヤーのアストロブラスター
- ファンタジーランド行きスカイウェイ
- マジックカーペット世界一周 サークルビジョン360°
- マジック・ジャーニー
- ミート・ザ・ワールド
- スターケード
- スター・ツアーズ
- キャプテンEO
- グランドサーキット・レースウェイ
- スタージェット
- スペース・マウンテン

ショップ

- コズミック・エンカウンター
- トレジャーコメット
- モンスターズ・インク・カンパニーストア
- スターゲイザーサプライ

終了したショップ
- ステラ・スウィート
- ステラ・サープラス
- イメージワークス
- ソーラー・レイズ・ライトサプライ
- プラネットM

レストラン
- ソフトランディング
- トゥモローランド・テラス
- パン・ギャラクティック・ピザ・ポート
- プラズマ・レイズ・ダイナー
- ポッピングポッド
- ビッグポップ

終了したレストラン
- ランチングパッド
- プラザ・レストラン
- スペースプレース・フードポート
- ライトバイト・サテライト

### 香港ディズニーランド
2005年に開園した香港のトゥモローランドは、「明日世界」と書かれる。カリフォルニアのディズニーランドに近いテーマ設定に加え、レトロなおもちゃやカートゥーンがモチーフの未来で、近年、世界各地のパークに多く新設されているディズニー・ピクサー映画をテーマにしたアトラクションなどとも相容れやすい、明るい色調を用いたポップなデザインになっている。
アトラクション
- スペース・マウンテン
  - スペース・マウンテン ‐ ゴーストギャラクシー
  - ハイパースペース・マウンテン

- オービトロン
- スティッチ・エンカウンター
- アイアンマン・エクスペリエンス
- アントマン&ワスプ:ナノバトル!

ショップ
- エキスポ・ショップ
- スペース・トレーダー
- リトルグリーンメン・ストアコマンド

レストラン
- BB-8 スナック・カフェ
- スターライナー・ダイナー
- コメットカフェ

エンターテイメント
- ジェダイ・トレーニング:トライアル・オブ・ザ・テンプル

### 上海ディズニーランド
香港と同じ、漢訳は「明日世界」。世界のディズニーパークで、唯一スペース・マウンテンが存在しないトゥモローランド。透明のガラス・真っ黒のデジタルスクリーン・青の蛍光ネオン管を混じって、2010年代の新しいトゥモローランドのデザインになっている。
アトラクション
- バズ・ライトイヤー・プラネット・レスキュー
- ジェット・パック
- スター・ウォーズ・ローンチ・ベイ
- スティッチ・エンカウンター
- トロン・ライトサイクル・パワーラン

ショップ
- インペリアル・トレーディング・ステーション
- インターギャラクティック・インポート
- ザ・ライト・スタッフ
- パワー・サプライ

レストラン
- スパイラル・スナック
- スターゲイザー・グリル

## その他
- 東京ディズニーランドの「スター・ツアーズ:ザ・アドベンチャーズ・コンティニュー」の建物の屋根には、巨大なパラボラアンテナが取り付けられている（飾り）。「スター・ツアーズ」（リニューアル前）のスポンサーがパナソニック（当時は松下電器産業）であったため、"Panasonic"のロゴが書かれていた（途中からパナソニックは、「モンスターズ・インク“ライド&ゴーシーク!”」のスポンサーに替わったが、"Panasonic"ロゴはそのまま残った。）このパラボラアンテナは残されているが、スポンサーがJCBに替わったため"Panasonic"のロゴは消されている。
- 2007年公開のディズニー映画「ルイスと未来泥棒」の未来の一場面で「トゥモローランド」を意識した「トゥデイランド」が登場している。スペースマウンテンとロケットジェット（スタージェット）が見える。
- 2015年にブラッド・バード監督によって「トゥモローランド」という映画が製作された。映画内に登場するトゥモローランドはこのエリアとは大分異なっているが、カットされたシーンでは言及されている。